# بوبي لانكستر
بوبي لانكستر هي لاعبة غولف كندية، ولدت في 23 يونيو 1950.